# 국립무형유산원
국립무형유산원(國立無形遺産院, National Intangible Heritage Center)은 무형문화유산의 보존·전승·연구·조사·기록관리·보급 및 진흥에 관한 사무를 관장하는 대한민국 국가유산청의 소속기관이다. 2013년 9월 17일 발족하였으며, 전북특별자치도 전주시 완산구 서학로 95에 위치하고 있다. 원장은 고위공무원단 나등급에 속하는 일반직공무원 또는 학예연구관으로 보한다.

## 연혁
- 2006년 2월 27일: 아태무형문화유산전당 건립 기본계획 수립.
- 2012년 8월 28일: 국립무형유산원설립추진단 설치.
- 2013년 9월 17일: 문화재청 소속으로 국립무형유산원 설치.[3]

## 조직

### 원장
- 기획운영과[4]
- 전승지원과[5]
- 조사연구기록과[5]
- 무형유산진흥과[6]

## 시설 안내
- 시설규모: 59,930m²(부지), 29,615m²(연면적), 지하1층/지상5층
- 얼쑤마루(공연장), 누리마루(기획전시실/아태센터), 전승마루(교육공간), 열린마루(상설전시실/아카이브), 어울마루(국제교류공간), 도움마루(사무공간), 사랑채(게스트하우스) 7개 공간으로 구성